# Stor-Åskasjön
Stor-Åskasjön är en sjö i Örnsköldsviks kommun i Ångermanland och ingår i Moälvens huvudavrinningsområde. Sjön är 6 meter djup, har en yta på 0,347 kvadratkilometer och befinner sig 238,9 meter över havet.

## Delavrinningsområde
Stor-Åskasjön ingår i det delavrinningsområde (705969-160194) som SMHI kallar för Utloppet av Stor-Åskasjön. Medelhöjden är 295 meter över havet och ytan är 6,83 kvadratkilometer. Det finns inga avrinningsområden uppströms utan avrinningsområdet är högsta punkten. Vattendraget som avvattnar avrinningsområdet har biflödesordning 3, vilket innebär att vattnet flödar genom totalt 3 vattendrag innan det når havet efter 80 kilometer. Avrinningsområdet består mestadels av skog (88 procent). Avrinningsområdet har 0,35 kvadratkilometer vattenytor vilket ger det en sjöprocent på 5,1 procent.